# Брик, Илья Осипович
Илья Осипович (Иосифович) Брик (1876, Кишинёв — 1942, Ленинград) — российский и советский виолончелист, музыкальный педагог, профессор Ленинградской консерватории. Заслуженный артист РСФСР (1934).

## Биография
Родился в 1876 году в Кишинёве в семье пекаря. Окончил Венскую консерваторию по классу виолончели, гармонии и контрапункта (1891—1897). С 1896 года выступал в качестве солиста, оркестранта и исполнителя камерной музыки. С 1899 года выступал в составе струнного квартета Кишинёвского отделения Императорского Русского музыкального общества — И. Брик, И. Чернецкий (позже И. Финкель, альт), В. Салин, И. Лаздин (скрипки), в 1900—1903 годах преподавал в музыкальном училище Кишинёвского отделения Русского музыкального общества. С 1903 года жил в Санкт-Петербурге в Прядильном переулке, № 8, потом на Фонтанке, № 145. В 1917 году из-за политических беспорядков переехал с семьёй из Петрограда в Воронеж.
В 1919 году по приглашению Сергея Кусевицкого стал помощником концертмейстера, с 1923 года концертмейстером группы виолончелей оркестра Петроградской филармонии (1919–1935), в 1921—1941 годах солист Заслуженного коллектива академического симфонического оркестра Ленинградской филармонии; с 1935 года — художественный руководитель филармонии. Одновременно в 1920-е годы работал в оркестре Ленинградского государственного академического театра оперы и балета.
Совместно с В. И. Шером в 1931 году организовал Ленинградский струнный квартет (1931—1934).
Был преподавателем ансамбля во 2-м Государственном музыкальном техникуме и с 1932 года в Ленинградском институте повышения квалификации работников искусств.
С 1932 года — в Ленинградской консерватории: в 1932—1938 годах — доцент, в 1938—1942 годах профессор дирижёрского отделения и заведующий кафедрой оперно-симфонического дирижирования. Преподавал основы исполнительства на струнных инструментах и дирижирование, руководил классом квартета. В 1925—1933 годах выступал в составе трио и квартета.
После эвакуации оркестра Ленинградской филармонии в Новосибирск, остался в Ленинграде и возглавил группу виолончелей в оркестре Радиокомитета. В начале осени 1941 года при тушении пожара получил ожог, но продолжил выступать в оркестре. Умер от истощения в блокадном Ленинграде зимой 1942 года.
Брику посвящены «4 отрывка для виолончели и фортепиано» А. Г. Чеснокова.

## Семья
- Жена — Елена Иосифовна (Осиповна) Брик (урождённая Фейгенберг, в первом браке также Фейгенберг-Брик[19], во втором браке Брик-Ирадова; 1883—1957)[20], пианистка, профессор и заведующая кафедрой камерного ансамбля Ленинградской консерватории[21][22].
  - Сын — Борис Ильич Брик (1904—1942, расстрелян), поэт, переводчик, драматург[11][23]. Дочь — Елизавета.